# Cardrona Alpine Resort
Cardrona Alpine Resort är en vintersportort i Otagoregionen på Sydön i Nya Zeeland. Den ligger nära städerna Queenstown och Wanaka.

### Fotnoter
1. ↑  ”Holiday Planer” (på engelska). Cardrona Alpine Resort. Arkiverad från originalet den 3 november 2013. https://web.archive.org/web/20131103225732/http://www.cardrona.com/mountain-accommodation. Läst 18 februari 2014.